# Recording Magazin
Das Recording Magazin (abgekürzt auch RecMag) ist eine Fachzeitschrift für Tonstudio-Technik, die zweimonatlich im Verlag der PPVMEDIEN GmbH erscheint und als einziges Fachmagazin in diesem Bereich eine regelmäßige Video-DVD-Beilage beinhaltet. Auf der DVD befinden sich Video-Workshops zu verschiedenen Themen der Musikproduktion, von der Aufnahme über Mixdown bis hin zum Mastering.
Besonderes Augenmerk liegt beim Recording Magazin auf der Praxis, weshalb sich in Interviews und Reportagen, Workshop-Artikeln und Produkt-Tests auch Tipps für die Musikproduktion finden. Dadurch richtet sich die Zeitschrift hauptsächlich an semiprofessionelle und Hobby-Produzenten. Musikalisch orientiert sich das Recording Magazin vor allem an handgemachter Musik.